# Georges Guillaume de Legnica
Georges Guillaume de Legnica ou Georges Guillaume de Liegnitz (en allemand Georg Wilhelm en polonais Jerzy Wilhelm legnicki)  né à Ohlau le 29 septembre 1660 mort à Brieg le 21 novembre 1675. Il est le dernier prince de la dynastie des Piast qui règne en Silésie.

## Biographie

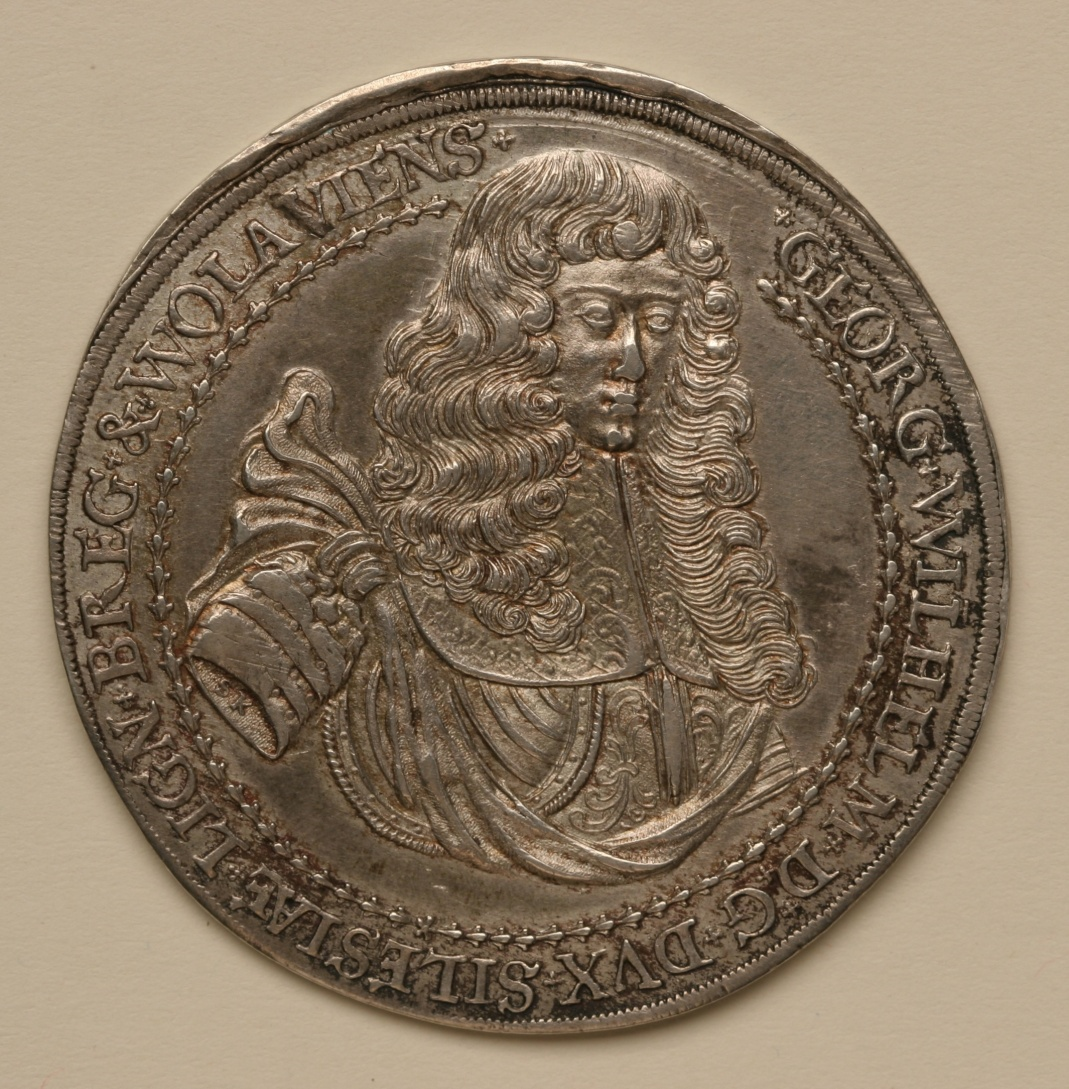
Médaille commémorative de son décès, 1675

Georges-Guillaume de Liegnitz est le seul fils survivant du prince Christian de Brieg et de son épouse Louise d'Anhalt-Dessau, fille du prince Jean-Casimir. 
Il devient prince de Legnica, Brieg et Wohlau à la mort de son père le 28 février 1672. Comme il n'est âgé que de 12 ans, c'est sa mère, la princesse Louise d'Anhalt-Dessau, qui exerce la régence.
Georges-Guillaume meurt dès le 21 novembre 1675 à l'âge de 15 ans, sans avoir jamais exercé le pouvoir. Il est le dernier prince Piast à avoir régné en Silésie d'où le surnom d' « Ultimus familiæ » que lui donne parfois l'historiographie. Le duché de Wołów est laissé en viager à sa mère Louise d'Anhalt-Dessau, qui le conserve jusqu'à sa propre mort le 25 avril 1680. Les duchés de Liegnitz et Brieg reviennent à la couronne de Bohême, c'est-à-dire aux Habsbourg, qui les conserve jusqu'à la première guerre de Silésie, quand ils sont occupés en 1740 puis annexés par le royaume de Prusse aux termes du Traité de Breslau, en 1742.

## Sources
- (en) & (de) Peter Truhart, Regents of Nations, K. G Saur Münich, 1984-1988  (ISBN 359810491X), Art. « Brieg (Pol. Brzeg) », p.  2448-2449 & Art. « Liegnitz (Pol. Legnica) p.  2451-2452.
- (de) Europäische Stammtafeln Vittorio Klostermann, Gmbh, Francfort-sur-le-Main, 2004  (ISBN 3465032926),  Die Herzoge von Liegnitz, Brieg und Wohlau 1586-1675  Volume III Tafel 11.